# Municipio de Hudson (condado de Mackinac)
El municipio de Hudson (en inglés: Hudson Township) es un municipio ubicado en el condado de Mackinac en el estado estadounidense de Míchigan. En el año 2010 tenía una población de 181 habitantes y una densidad poblacional de 1,01 personas por km².

## Geografía
El municipio de Hudson se encuentra ubicado en las coordenadas 46°10′5″N 85°18′14″O / 46.16806, -85.30389. Según la Oficina del Censo de los Estados Unidos, el municipio tiene una superficie total de 179.79 km², de la cual 178,11 km² corresponden a tierra firme y (0,94 %) 1,68 km² es agua.

## Demografía
Según el censo de 2010, había 181 personas residiendo en el municipio de Hudson. La densidad de población era de 1,01 hab./km². De los 181 habitantes, el municipio de Hudson estaba compuesto por el 65,75 % blancos, el 27,07 % eran amerindios, el 0,55 % eran asiáticos y el 6,63 % eran de una mezcla de razas. Del total de la población el 1,1 % eran hispanos o latinos de cualquier raza.